# Huta Dzierążyńska
Huta Dzierążyńska (dawniej Huta Dzierążeńska ) – wieś w Polsce położona w województwie lubelskim, w powiecie tomaszowskim, w gminie Krynice.
W latach 1975–1998 miejscowość administracyjnie należała do województwa zamojskiego.
We wsi znajduje się remiza strażacka. Ludność zajmuje się głównie rolnictwem.
Wieś jest sołectwem w gminie Krynice. Według Narodowego Spisu Powszechnego z roku 2011 wieś liczyła 259 mieszkańców.
Wierni Kościoła rzymskokatolickiego należą do parafii Wniebowzięcia Najświętszej Maryi Panny w Dzierążni.

## Części wsi
| SIMC    | Nazwa    | Rodzaj    |
| ------- | -------- | --------- |
| 1025195 | Koci Dół | część wsi |

## Historia
W okresie niemieckiej okupacji mieszkańcy Huty aktywnie współpracowali z ruchem oporu. We wsi istniała placówka Batalionów Chłopskich. 29 stycznia 1943 roku niemiecka żandarmeria spacyfikowała Hutę oraz sąsiednie Budy, mordując 71 osób.  Zbrodni dokonano w odwecie za potyczkę z partyzantami BCh, która rozegrała się dwa dni wcześniej w pobliskiej Dzierążni.